# 上村孝樹
上村 孝樹（かみむら たかき、1949年 - ）は、日本のIT経営コンサルタント。

## 経歴
新潟県魚沼市生まれ。1974年、青山学院大学経済学部卒業。日本ビジネスコンサルタント（現 日立システムズ）を経て、1980年、日経マグロウヒル（現 日経BP）に入社。1981年の日経コンピュータ誌創刊とともに同誌編集部記者、同副編集長を経て、1993年3月、日経情報ストラテジー編集長。1995年5月から同誌発行人を兼任。1998年3月、コンピュータ局主席編集委員。2003年1月、日経アドバンテージ編集長、同年3月発行人を兼任。2005年4月、日経BP社を退職。2004年から2010年3月末まで金沢工業大学大学院客員教授。2007年から事業創造大学院大学の客員教授、担当科目は中小企業成長戦略。2006年度から明治大学総合講座にて講義。

## 活動
1987年、日経コンピュータ誌にて企業の競争優位を図るSIS（戦略情報システム）の特集記事を執筆。1993年、日経情報ストラテジー誌にてビジネス状況を追跡管理する大福帳型情報システムの特集記事を執筆。2003年、日経アドバンテージ誌にて21世紀の非成長型市場をITの戦略活用で勝ち抜くIT経営の特集記事を企画（同誌は2004年6月号を最後に休刊）。
1998年10月から千葉テレビ、日経サテライトニュース（現：日経CNBC）など全国12局で放送したITを経営に活用する成功事例を紹介する番組、「経営ビッグバン―情報活用21」で番組企画監修とキャスターを務める。同番組は1999年10月から第2弾「e革命」、2000年4月から第3弾「e革命2」、2000年11月から第4弾「IT革命」2001年から「e経営」、「IT経営21」と名称を変えて継続、2003年に終了するまで72回放映されるがこの間も番組企画監修とキャスターを担当。有料放送の「スカイパーフェクトTV757ch（ビジネス・ブレークスルー）で「IT活用最前線」のキャスターを1998年11月から2000年10月まで担当。
2002年、ITコーディネーター協会よりITコーディネータG（グランドファーザー）に任命される。2001年～2003年、東京商工会議所IT推進員会委員。2004年から2007年3月末まで、経済産業省IT経営応援隊「IT経営百選選考委員会委員長」を務める。

## 著書
- 「システム監査ガイドライン」（共著、日経マグロウヒル社、1986年）
- 「SISの実際」（著、日経文庫、1991年）
- 「グローバル企業の情報戦略」（共著、有斐閣、1994年）
- 「経営ビッグバン」（編著、タスクシステムプロモーション、1999年）
- 「e革命」（編著、タスクシステムプロモーション、2000年）
- 「中小企業のためのIT攻略読本」（監修、同、2001年）
- 「IT活用成功法」（編著、同、2001年）
- 「21世紀を勝ち抜くIT戦略」（著、日経アドバンテージ、2003年）
- 「IT経営百選データブック」（著・監修、アイテック、2006年）
- 「経営革命者」（著、アイテック、2007年）
- 「IT経営百選データブック2」（編・著、アイテック、2007年）